# أندرو غيلوم
أندرو ديميتريك غيلوم (بالإنجليزية: Andrew Demetric Gillum)‏ (من مواليد 26 يوليو 1979) سياسي أمريكي سابق شغل منصب رئيس البلدية رقم 126 لتالاهاسي. شغل منصب مفوض مدينة تالاهاسي من عام 2003 حتى عام 2014، وانتخب لأول مرة في سن 23. وهو عضو في الحزب الديمقراطي.
كان غيلوم مرشحًا للحزب الديمقراطي في فلوريدا ليكون حاكم ولاية فلوريدا في عام 2018. وكان قد فاز في الانتخابات التمهيدية للحزب الديمقراطي على خمسة مرشحين آخرين، بما في ذلك النائب السابق في مجلس النواب الامريكي غوين غراهام ورئيس بلدية ميامي بيتش السابق فيليب ليفين. خسر في انتخابات حاكم فلوريدا 2018 في سباق قريب أمام النائب الجمهوري في مجلس النواب الأمريكي رون دي سانتيس.
وجهت إلى غيلوم 21 تهمة جنائية في عام 2022، بما في ذلك الاحتيال والتآمر والإدلاء ببيانات كاذبة، بزعم تحويل الأموال التي تم جمعها خلال الحملة إلى شركة تسيطر عليها واحدة من كبار مستشاريه.
غيلوم مزدوج التوجه الجنسي علنا. وهو متزوج من زوجته رشادة جاي هاورد وأب ل3 أطفال.

## النشأة والتعليم
ولد غيلوم في ميامي ونشأ في غينزفيل بولاية فلوريدا. وهو الخامس من بين سبعة أطفال ولدوا لتشارلز وفرانسيس غيلوم، وهما عامل بناء وسائقة حافلة مدرسية على التوالي. تخرج غيلوم من مدرسة غينزفيل الثانوية في عام 1998 وتم الاعتراف به من قبل صحيفة «غينزفيل سان» كأحد «شخصيات العام» في المدينة. ثم انتقل إلى تالاهاسي للدراسة في جامعة الزراعة والميكانيكا في فلوريدا ليتخصص في العلوم السياسية.
شغل غيلوم منصب رئيس جمعية جامعة الزراعة والميكانيكا في فلوريدا الطلابية الحكومية من 2001 إلى 2002 وكان أول طالب عضو في مجلس أمناء جامعة الزراعة والميكانيكا في فلوريدا. وقد اعترفت به مؤسسة التجمع الأسود بالكونغرس باعتباره «زعيمًا ناشئًا لعام 2003». كان غيلوم أيضًا عضوًا في مجلس إدارة «ائتلاف تصويت الشباب السود» (بالإنجليزية: Black Youth Vote Coalition)‏، وهو برنامج تابع للتحالف الوطني للمشاركة المدنية السوداء في واشنطن العاصمة، وقد تم انتخاب غيلوم في لجنة مدينة تالاهاسي قبل الانتهاء من دراسته الجامعية.

## الحياة السياسية

### مفوض مدينة تالاهاسي

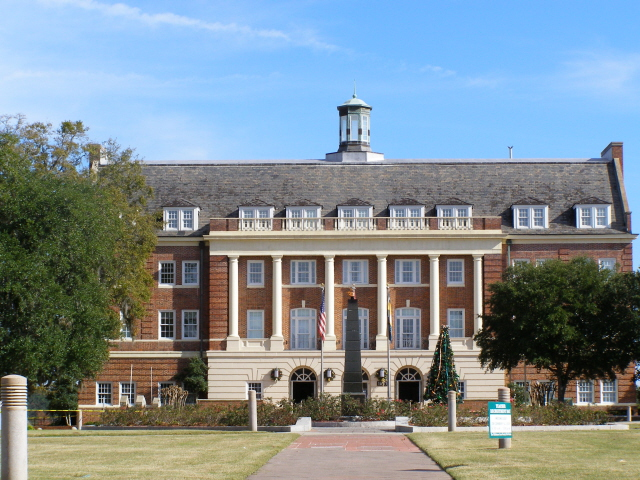
تخرج غيلوم من جامعة الزراعة والميكانيكا في فلوريدا في عام 2003 بدرجة بكالوريوس الآداب في العلوم السياسية.

تم انتخاب غيلوم في لجنة مدينة تالاهاسي لمدة عام واحد عندما كان يبلغ من العمر 23 عامًا في عام 2003، ليصبح أصغر شخص يتم انتخابه في اللجنة. كان غيلوم طالبًا في العلوم السياسية في جامعة الزراعة والميكانيكا في فلوريدا عندما تم انتخابه.
تم انتخابه بعد ذلك لولاية كاملة مدتها أربع سنوات في عام 2004، وحصل على 72% من الأصوات، وأعيد انتخابه في عام 2008 ومرة أخرى في عام 2012.
شغل غيلوم منصب رئيس البلدية المؤقت لمدة عام من 10 نوفمبر 2004 حتى 9 نوفمبر 2005. وقد انتخبه مفوضو المدينة والمقاطعة، المعروفين ب«اسم وكالة تخطيط النقل بمنطقة العاصمة»، ليكون رئيسًا لهم في العام (يناير 2005 حتى ديسمبر 2005). عمل غيلوم أيضًا كمفوض رئيسي للجنة القضايا المستهدفة المجتمعية طويلة المدى.
كان غيلوم في عام 2005 أحد المفوضين الذين صوتوا لمنح أنفسهم ميزة تقاعد جديدة من خلال التعويض المؤجل. ألغت اللجنة هذه السياسة في وقت لاحق بعد غضب جماهيري.

### رئيس بلدية تالاهاسي

#### الانتخابات

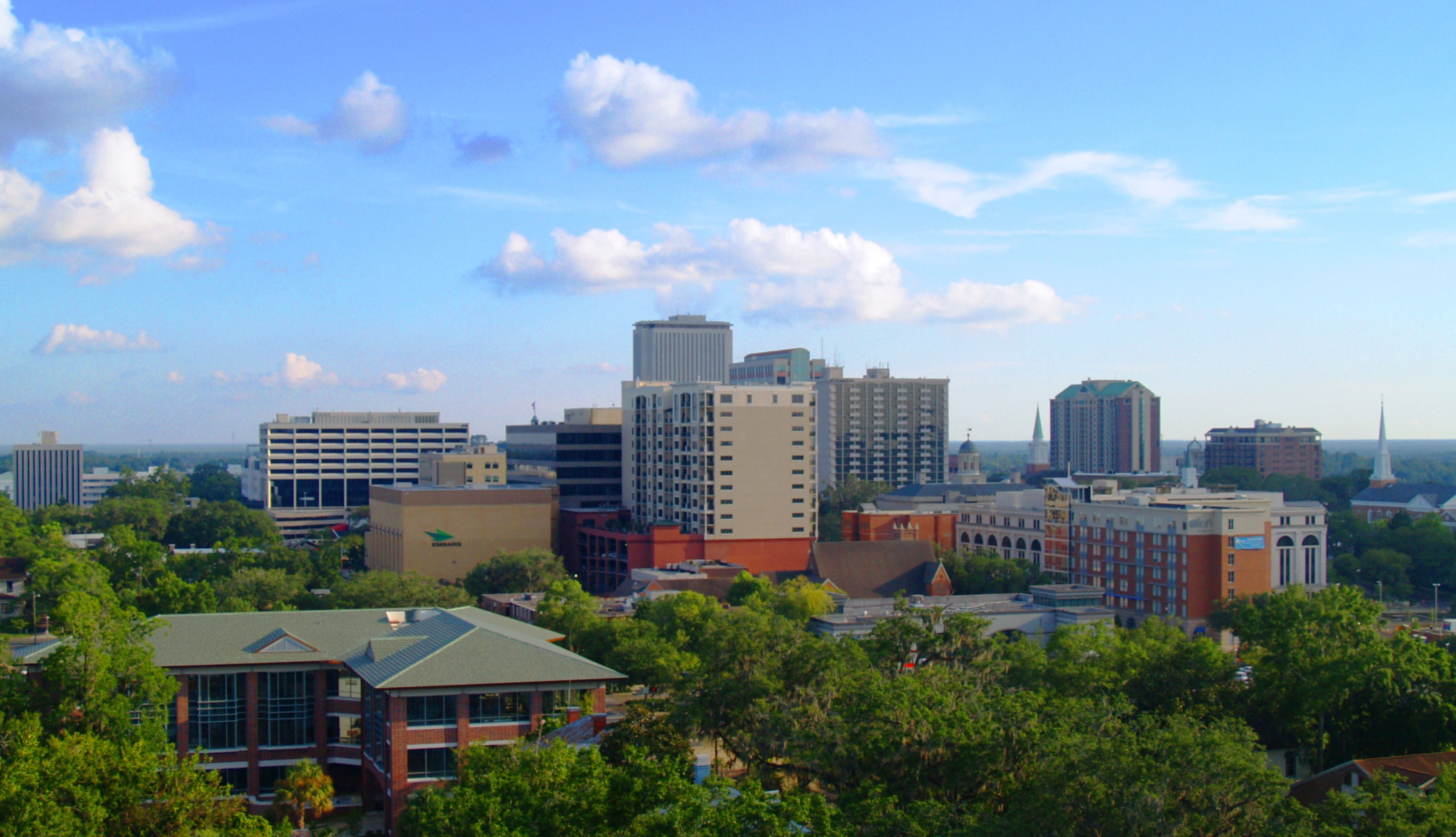
تم انتخاب غيلوم رئيسًا لبلدية تالاهاسي في عام 2014.

أعلن أندرو غيلوم عن نيته الترشح لمنصب رئيس بلدية تالاهاسي في أبريل 2013. وخاض غيلوم السباق ضد ثلاثة منافسين: لاري هندريكس وزاك ريتشاردسون والمرشح الكتابي إيفين ماثيوز. هزم غيلوم ريتشاردسون وهندريكس في 26 أغسطس 2014، وحصل على 76% من الأصوات مع 19,658 صوتًا. انسحب المرشح الكتابي إيفين ماثيوز من السباق في 27 أغسطس 2014، مما أدى إلى انتخاب غيلوم لمنصب رئيس البلدية.

#### العهدة
التقى غيلوم بالعديد من رؤساء البلديات للتعلم من نجاحاتهم، وذلك قبل توليه منصبه. أطلق أيضًا برنامج تالاهاسي مايورال للزملاء بالشراكة مع جامعة الزراعة والميكانيكا في فلوريدا وجامعة ولاية فلوريدا، مما يسمح لطلاب الدراسات العليا المتفوقين باكتساب الخبرة في العمل في حكومة المدينة. أدى غيلوم اليمين الدستورية في 21 نوفمبر 2014.
دعم غيلوم في يناير 2015 بقوة انضمام مدينة تالاهاسي إلى «حملة حظر الصندوق»؛ بحجة أن المبادرة لا تمنع المدينة من إجراء فحوصات الخلفية للمجرمين، بل تمنح المتقدمين فرصة عادلة للتوظيف وتقلل من العودة إلى الإجرام. صوتت لجنة مدينة تالاهاسي 3 أصوات لصالح مقابل صوتين ضد (3-2) لحظر الصندوق في 28 يناير.
رحب غيلوم في 17 فبراير 2015 بوزير النقل الأمريكي أنتوني فوكس في تالاهاسي لبدء جولة «غراو أمريكا إكسبرس». ساهم غيلوم أيضًا في مدونة دوت فاستلاين، والتي شدد فيها على أهمية استثمارات النقل طويلة الأجل للمدن الأمريكية متوسطة الحجم.
أصدر رئيس البلدية غيلوم دراسة استقصائية في مارس 2015 للحصول على تعليقات في مجالس الإدارة العديدة بالمدينة وتحفيز المواطنين على المشاركة مع الحكومة المحلية، وذلك في محاولة لإصلاح كيفية عمل اللجان الاستشارية للمدينة، وهي سلسلة من المجالس الاستشارية المحلية في تالاهاسي. شارك غيلوم في مارس 2015 في مؤتمر عبر الهاتف مع رؤساء بلديات فلوريدا الآخرين ونائب وزير التجارة الأمريكي بروس أندروز أعلن غيلوم خلال المكالمة الهاتفية عن دعمه لتمرير الكونغرس الأمريكي تشريعات ترويج التجارة التي من شأنها تعزيز التجارة الدولية، وشدد على أهمية وجود ساحة لعب متكافئة للحكومات المحلية.
عقد غيلوم قمة رئيس البلدية للأطفال في 27 مارس 2015، وهو مؤتمر كبير اجتمع فيه رجال الأعمال وقادة المجتمع للتعرف على أهمية الاستثمارات في تعليم الطفولة المبكرة الجيد.
في أعقاب مؤتمر القمة المعني بالطفل، أطلق غيلوم أربع فرق عمل بقيادة المجتمع كجزء من أجندة العائلة أولاً. شدد غيلوم على أن الاستثمارات في التعليم في مرحلة الطفولة المبكرة أثبتت أنها تدر ستة دولارات مقابل كل دولار يتم استثماره. هذا بسبب خفض تكاليف المجتمع على هؤلاء الأطفال مع تقدمهم في السن.
أطلق غيلوم في مايو 2015 مبادرة 1000 موجه، والتي تهدف إلى تجنيد 1000 رجل وامرأة من خلفيات متنوعة لزيادة فرص توجيه الشباب في تالاهاسي، ومساعدة الشباب المحتاجين. قام غيلوم كذلك في مايو 2015 بالشراكة مع العديد من المنظمات المحلية والوطنية بتنظيم أكاديمية تالاهاسي لقادة المستقبل، وهو برنامج وظائف صيفي وظف أكثر من 100 شاب في جميع أنحاء حكومة المدينة. لخص غيلوم أهمية برنامج مثل أكاديمية تالاهاسي لقادة المستقبل في مقال افتتاحي في يوليو، والذي سلط فيه الضوء على كيفية إظهار برامج الوظائف الصيفية المماثلة من جميع أنحاء البلاد للحد من الاعتقالات بسبب جرائم العنف، وتقليل معدلات وفيات الشباب، ويزيد من احتمالية الالتحاق بالكلية.
عمل غيلوم وإدارة شرطة تالاهاسي مع منظمات المجتمع لتنفيذ عملية الأحياء الآمنة» في عام 2015، وذلك استجابةً للزيادة في عمليات إطلاق النار. دعت هذه المبادرة إلى زيادة وضوح الرؤية والقدرة على إنفاذ القانون؛ تعزيز الشراكات الاستراتيجية والبرامج/الفرص المجتمعية؛ وتعزيز مشاركة المجتمع واستجابته، من خلال تنفيذ برنامج مراقبة المجتمع يسمى «الجيران على الشارع».
تجمع أكثر من 400 شخص في أكتوبر 2015 حول طاولة طولها 350 قدمًا في وسط مدينة تالاهاسي للمشاركة في إطلاق «أطول طاولة»، وهي مبادرة سنوية تهدف إلى استخدام مائدة العشاء كوسيلة لتوليد محادثة هادفة بين الأشخاص متنوعي الخلفيات العرقية والدينية والسياسية. تم تنظيم المشروع من قبل مكتب رئيس البلدية وبقيادة مدير المشاركة المجتمعية جيمي فان بيلت، وقد حصل المشروع على منحة قدرها 57,250 دولارًا أمريكيًا من تحدي «فرسان المدن» عبر «مؤسسة الفارس».

#### تحقيقات الفساد وسوء استخدام السلطة
اعتذر غيلوم في فبرلير 2017 بعد أن أفادت موقع «تالاهاسي ديموكرات» بأن مكتبه الحكومي قد تم استخدامه لإرسال رسائل بريد إلكتروني من خلال برنامج على شبكة الإنترنت تم شراؤه من شركة «إن جي بي فان»، وهي شركة توفر التكنولوجيا للحملات الانتخابية الديمقراطية والتقدمية. بدأ التحقيق في رسائل البريد الإلكتروني بعد أن كتب بول هنري وهو جندي متقاعد من مونتايسلو للمدعي العام للولاية جاك كامبل في مارس يزعم فيه أن غيلوم ارتكب سرقة كبيرة وسوء تصرف رسمي من خلال دفع ثمن البرنامج بأموال المدينة عندما اعتقد أنهم لم يخدموا الغرض العام. سدد غيلوم للمدينة مبلغا يقدر ب5,082.45 دولارًا لتكلفة البرنامج في 2 مارس 2017. رفضت هيئة محلفين كبرى في مقاطعة ليون في أغسطس 2017 توجيه الاتهام إلى غيلوم شخصيًا بسبب عدم وجود أدلة على ارتكاب مخالفات جنائية.
واجه غيلوم مزاعم بسوء السلوك بعد تعيين المستثمر في الأسهم الخاصة آدم كوري كأمين صندوق المدينة خلال حملته لرئاسة البلدية في عام 2014 . كوري مستثمر في «ذي إديسون»، وهو مطعم تلقى أموال دافعي الضرائب من المدينة للمساعدة في مشروع تطوير «كاسكادس بارك». أثناء تحقيق مكتب التحقيقات الفيدرالي (FBI) في الأمر، صرح مسؤولو المدينة أن تصويت غيلوم لا يشكل تضاربًا في المصالح، وقطع غيلوم العلاقات مع كوري.
قبل غيلوم تذاكر للمسرحية الموسيقية هاميلتون في مسرح برودواي من شقيقه ماركوس غيلوم، الذي حصل عليها من خلال عميل سري لمكتب التحقيقات الفيدرالي يجري تحقيقًا في الفساد. كان العميل السرب يتظاهر بأنه مطور عقارات، وذلك وفقًا للرسائل النصية التي كشفت عنها صحيفة تامبا باي تايمز. رد غيلوم على قصة صحيفة تامبا باي تايمز، «هذه الرسائل تؤكد فقط ما قلناه طوال الوقت. لقد ذهبنا لمستهدة هاميلتون. لقد حصلت بالفعل على تذكرتي إلى هاميلتون من أخي. في ذلك الوقت، كنا نعتقد أن أصدقاء آدم، مايك ميلر، قد حجزوا التذاكر. وعندما وصلت إلى هناك بعد العمل، وحصلت على تذكرتي، ذهبنا إلى هناك وشاهدنا المسرحية، وافترضنا أن أخي دفع ثمنها، وبقدر ما أعرف، كانت هذه هي القضية».
وجدت لجنة فلوريدا للأخلاقيات في أواخر يناير 2019 سببًا محتملاً لانتهاك غيلوم لقوانين أخلاقيات الولاية عندما قبل الهدايا خلال الرحلات الاستكشافية خارج المدينة مع جماعات الضغط والبائعين وفشل في الإبلاغ عنها. تم الاتفاق في النهاية على تسوية بقيمة 5000 دولار لأربع من التهم الخمس.

## حملة انتخابات حاكم فلوريدا 2018

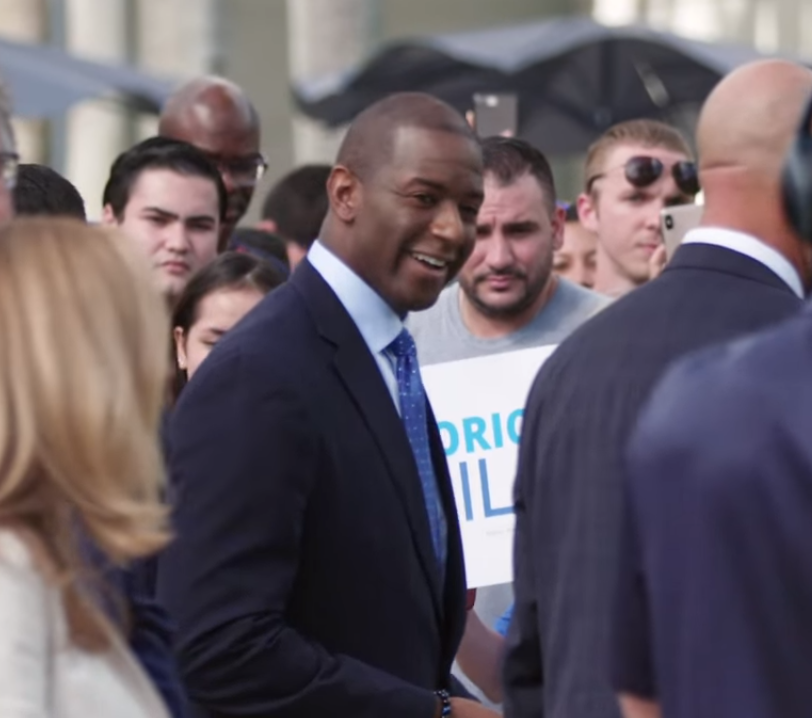
أندرو غيلوم ينظم حملته في 2018.

أعلن غيلوم ترشحه لمنصب الحاكم في مارس 2017، وكان أول من أعلن عن نيته الترشح كديمقراطي. فاز غيلوم بترشيح الديمقراطيين لمنصب الحاكم في فوز مفاجئ على الفائز المتوقع، عضوة مجلس النواب الأمريكي السابق غوين غراهام، بنسبة 34-31%. كان غيلوم أول مرشح أسود لمنصب حاكم في تاريخ فلوريدا. اعترف غيلوم بالهزيمة للمرشح الجمهوري رون دي سانتيس مساء يوم 6 نوفمبر 2018. ولكن سحب غيلوم اعترافه بالهزيمة في السباق عندما بدأت إعادة الفرز، قائلاً: «أنا أستبدل كلمات الاعتراف بالهزيمة بدعوة غير منازعة وغير اعتذارية بأن نحسب كل صوت». اعترف غيلوم مرة أخرى بالهزيمة في 17 نوفمبر، بعد الانتهاء من إعادة فرز الأصوات. أظهرت الحصيلة النهائية أن دي سانتيس قد هزم غيلوم بنجاح بـ 36,219 صوتًا، أي ما يعادل 0.4% من أكثر من 8.2 مليون صوت تم الإدلاء به.
تميزت الحملة بجدل عرقي، حيث اتُهم دي سانتيس باستخدام فعل «قرد» كعبارة عنصرية عندما قال، «آخر شيء علينا القيام به هو أن نقرد هذا الأمر من خلال محاولة تبني أجندة اشتراكية مع زيادات ضريبية ضخمة و إفلاس الولاية. هذا لن ينجح. لن يكون ذلك في صالح فلوريدا». ادعى الرئيس دونالد ترامب خلال الحملة أن غيلوم كان «لصًا»، وهو ما تم تفسيره أيضًا على أنه عبارة عنصرية.
استدعى مكتب التحقيقات الفيدرالي غيلوم في مايو 2019 بشأن حملته لمنصب الحاكم.

### المواقف السياسية
تم وصف غيلوم بأنه تقدمي، ومن قبل بعض المحافظين باعتباره اشتراكيًا ديمقراطيًا. قال دي سانتيس خلال حملة حاكم الولاية 2018 أن غيلوم كان لديه »برنامج اشتراكي يساري متطرف». صنفت بوليتيفاكت.كوم هذا التأكيد بأنه زائف.
أيد غيلوم استبدال إدارة الهجرة والجمارك الأمريكية بوزارة العدل الأمريكية. وسعى إلى توسيع برنامج ميديكيد ليشمل «700000 شخص، لا يستطيعون الآن الحصول على الرعاية الصحية». كما أيد إزالة الآثار الكونفدرالية. أراد غيلوم رفع معدل ضريبة الشركات في فلوريدا إلى 7.75%، من 5.5%، والتي قال إنها ستستخدم في تمويل التعليم. دعم غيلوم 15 دولارًا كحد أدنى للأجور. تمت مساندته من قبل بيرني ساندرز وتلقى دعمًا ماليًا من توم ستاير وجورج سوروس. دعا غيلوم إلى عزل دونالد ترامب. وافق غيلوم على الإجماع العلمي حول التغير المناخي، وحذر من أن تغير المناخ يتسبب في ارتفاع مستوى سطح البحر مع آثار سلبية على فلوريدا. عارض قرار إدارة ترامب بانسحاب الولايات المتحدة من اتفاقية باريس، وقال إنه سيعمل بصفته حاكم فلوريدا مع الولايات الأخرى في تحالف مناخي قائم على مستوى الولاية.
عارض غيلوم قانون الوقوف على الأرض. أيد غيلوم اقتراح تعديل فلوريدا 4 لعام 2018 لاستعادة حقوق التصويت لمعظم الأفراد الذين أتموا إداناتهم بارتكاب جرائم. قال غيلوم بأن «سكان فلوريدا الذين سددوا ديونهم يستحقون فرصة ثانية ويجب أن يكون لهم صوت في مستقبل ولايتنا. نظامنا الحالي لاستعادة الحقوق هو من بقايا جيم كرو ويجب أن ننهيها نهائيًا.»

### لائحة الاتهام
تم توجيه الاتهام إلى غيلوم في 22 يونيو 2022 من قبل مكتب المدعي العام الأمريكي في المنطقة الشمالية من فلوريدا في 21 تهمة جنائية، بما في ذلك الاحتيال عبر الأسلاك والتآمر والإدلاء ببيانات كاذبة بزعم تحويل الأموال التي تم جمعها خلال الحملة إلى شركة يسيطر عليها شارون ليتمان-هيكس، وهي واحدة من كبار مستشاريه في حملته، استخدمت المال لاحقا لدفع أجور غيلوم. أصدر غيلوم ردا على ذلك بيانا أعلن فيه براءته ووصف لائحة الاتهام بأنها «سياسية» في طبيعتها.

## التكريم والأوسمة
حصل غيلوم على العديد من التكريمات والأوسمة. تم الاعتراف بغيلوم أثناء دراسته في جامعة الزراعة والميكانيكا في فلوريدا من قبل المركز الوطني لبدائل السياسة في واشنطن العاصمة، باعتباره أكبر زعيم طلابي في البلاد في عام 2001. تمت تسميته في عام 2004 في مجلة إبوني ضمن "ال30 قائدا الذين يبلغون من العمر 30 عامًا وأقل.» حصل غيلوم على لقب «القائد الناشئ لعام 2010» من قبل مجلة إسانس.
تم تكريم غيلوم كخريج متميز إلى جانب 124 من خريجي جامعة الزراعة والميكانيكا في فلوريدا الآخرين كجزء من احتفال للذكرى السنوية 125 جامعة الزراعة والميكانيكا في فلوريدا في عام 2012. تم اختيار غيلوم في عام 2012 أيضا كواحد من «50 ناشطًا تقدميًا شابًا يغيرون أمريكا» بواسطة جريدة هافينغتون بوست. تم اختيار غيلوم في عام 2014 كواحد من 40 تحت 40 من قبل مدونة واشنطن بوست السياسية «ذي فيكس».

## الحياة الشخصية
تزوج غيلوم من رشادة جاي هوارد في 24 مايو 2009، وهي خريجة جامعة الزراعة والميكانيكا في فلوريدا كذلك. لدى الزوجين ثلاثة أطفال.
أفاد صحيفة تالاهاسي ديموكرات؟ في مارس 2020 أن غيلوم كان واحدًا من ثلاثة رجال، أحدهم كان يعاني من جرعة زائدة من المخدرات، تم العثور عليه مع «أكياس بلاستيكية من الكريستال ميث» في غرفة فندق في ميامي بيتش؛ ولكن لم يتم إجراء أي اعتقالات. تم الإبلاغ عن الشخص الذي تناول جرعة زائدة من قبل العديد من المنافذ على أنه عامل بالجنس ذكر مثلي الجنس. كان غيلوم في البداية مخموراً لدرجة أنه لا يستطيع التحدث مع الشرطة. صرح غيلوم في 16 مارس بأنه سيدخل مصحة لإعادة التأهيل، مشيرًا إلى صراعه مع الكحول بعد خسارته بفارق ضئيل في السباق الانتخابي لحاكم فلوريدا 2018.
أعلن غيلوم في 14 سبتمبر 2020 عن كونه مزدوج التوجه الجنسية في مقابلة مع تامرون هول في برنامجها الحواري الوطني.